# Championnat des Antilles néerlandaises de football
Le  Championnat des Antilles néerlandaises de football (Kopa Antiano) était le championnat de première division de football des Antilles néerlandaises, organisé par la Fédération des Antilles néerlandaises de football, jusqu'à sa disparition en 2010 à la suite de la dissolution des Antilles néerlandaises.
Le championnat opposait les deux meilleures équipes issues des ligues d'Aruba, de Curaçao et de Bonaire et peut se décomposer en trois phases :
- entre 1960 et 1971, seuls les champions et vice-champions d'Aruba et de Curaçao participent
- entre 1972 et 1985, les deux meilleures équipes des trois îles (Aruba, Bonaire et Curaçao) prennent part à la compétition. Jusqu'en 1978, seul le champion de Bonaire est qualifié.
- entre 1986 et 2010, à la suite du retrait d'Aruba, seuls les champions et vice-champions de Bonaire et Curaçao s'engagent en Kopa Antiano

## Palmarès définitif
- 1941 : CRKSV Jong Holland (CUR)[1]
- 1942 : CRKSV Jong Holland (CUR)[2]
- 1944 : Annulé
- 1959-1960 : CRKSV Jong Holland (CUR)
- 1961 : RKVFC Sithoc (CUR)
- 1962 : RKVFC Sithoc (CUR)
- 1963 : SV Veendam (CUR)
- 1964 : Non disputé
- 1965 : SV Racing Club Aruba (ARU)
- 1966 : CRKSV Jong Colombia (CUR)
- 1967 : RKSV Scherpenheuvel (CUR)
- 1968 : CRKSV Jong Colombia (CUR)
- 1969 : Sport Unie Brion-Trappers (CUR)
- 1970 : SV Estrella (ARU)
- 1971 : Non disputé
- 1972 : CRKSV Jong Colombia (CUR)
- 1973 : Non disputé
- 1974 : CRKSV Jong Colombia (CUR)
- 1975-1976 : CRKSV Jong Colombia (CUR)
- 1977 : CRKSV Jong Holland (CUR)
- 1977-1978 : CRKSV Jong Holland (CUR)
- 1978-1979 : CRKSV Jong Colombia (CUR)
- 1979-1980 : CRKSV Jong Colombia (CUR)
- 1981 : Sport Unie Brion-Trappers (CUR)
- 1982 : CRKSV Jong Holland (CUR)
- 1983 (printemps) : Sport Unie Brion-Trappers (CUR)
- 1983 (hiver) : Sport Unie Brion-Trappers (CUR)
- 1984 : Sport Unie Brion-Trappers (CUR)
- 1985 : UD Banda Abou (CUR)
- 1986 : SV Victory Boys (CUR)
- 1987 : UD Banda Abou (CUR)
- 1988 : Non disputé
- 1989 : CRKSV Jong Colombia (CUR)
- 1990 : UD Banda Abou (CUR)
- 1990-1991 : RKVFC Sithoc (CUR)
- 1991 : RKVFC Sithoc (CUR)
- 1992 : RKVFC Sithoc (CUR)
- 1993 : RKVFC Sithoc (CUR)
- 1994 : CRKSV Jong Colombia (CUR)
- 1995-1996 : RKVFC Sithoc (CUR)
- 1996-1997 : UD Banda Abou (CUR)
- 1997 : CRKSV Jong Colombia (CUR)
- 1998 : Non disputé
- 1998-1999 : RKVFC Sithoc (CUR)
- 2000 : Non disputé
- 2000-2001 : CRKSV Jong Colombia (CUR)
- 2001-2002 : CSD Barber (CUR)
- 2002-2003 : CSD Barber (CUR)
- 2003-2004 : CSD Barber (CUR)
- 2004-2005 : CSD Barber (CUR)
- 2005-2006 : CSD Barber (CUR)
- 2006-2007 : CSD Barber (CUR)
- 2007-2008 : CSD Barber (CUR)
- 2009 : SV Hubentut Fortuna (CUR)
- 2009-2010 : CSD Barber (CUR)